# ティグ
株式会社ティグは、大阪府東大阪市に本社を置くチタン製品を中心とする金属加工会社。